# Edward Newman
Edward Newman (ur. 13 maja 1801 w Hampstead, zm. 12 czerwca 1876 w Peckham) − brytyjski entomolog i botanik.
Skrótem używanym przez biologów do oznaczania Edwarda Newmana jako autora cytowanego przy określeniu nazw biologicznych jest Newman.